# Omega de la Quilla
Omega de la Quilla (ω Carinae) és un estel gegant blau de magnitud 3,3 situada a la constel·lació de la Quilla. Dista 370 anys llum del sistema solar.

## Observació
Es tracta d'un estel situat en l'hemisferi celeste austral. Juntament amb el Miaplacidus, υ Carinae i θ Carinae formen un asterisme conegut com la Creu del Diamant.
La seva posició és prou al sud i això implica que l'estrella s'hi pot observar principalment des de l'hemisferi sud, on també és circumpolar de la majoria de les regions temperades; des de l'hemisferi nord la seva visibilitat es limita en canvi a les regions temperades inferiors i al cinturó tropical. De magnitud 3.3, també s'hi pot observar des de petits nuclis urbans sense dificultat, tot i que un cel no excessivament contaminat és més adequat per a la seva identificació.
El període millor per la seva observació en el cel cau al vespre en els mesos compresos entre febrer i juny; en l'hemisferi sud és visible també bona part de l'hivern, gràcies a la declinació austral de l'estel, mentre en l'hemisferi nord pot ser observada limitadament durant els mesos primaverals.

## Característiques físiques
Omega de la Quilla és un gegant blau; posseeix una magnitud absoluta de -1,98 i la seva velocitat radial positiva indica que l'estel s'està allunyant del sistema solar. Posseeix una velocitat de rotació molt elevada, al voltant 220 km/s i una lluminositat semblant a 711 voltes la lluminositat solar.